# Memphis (Tennessee)
Memphis ist die zweitgrößte Stadt im US-Bundesstaat Tennessee und County-Sitz des Shelby County. Die Stadt liegt im äußersten Südwesten Tennessees am Ostufer des Mississippi River. Das U.S. Census Bureau hat bei der Volkszählung 2020 eine Einwohnerzahl von 633.104 ermittelt.
Die Stadt ist eine der Metropolen der klassischen Südstaaten. Nachdem Memphis bis in den Sezessionskrieg und die 1870er hinein floriert hatte, suchten mehrere Katastrophen die Stadt heim. In jüngster Zeit verdankt sie ihren wirtschaftlichen Aufschwung vor allem der Transportfirma FedEx, die mit Abstand größter Arbeitgeber der Stadt ist.
Die Stadt ist ein wichtiger Ort sowohl für die Entwicklung des Blues und des Souls als auch für die des Rock ’n’ Rolls. Elvis Presley lebte in Memphis, viele Größen der Rockmusik begannen ihre Karriere dort. Die Beale Street ist eines der Zentren des Blues.

## Geographie
Memphis liegt im US-amerikanischen Südosten im Dreistaaten-Eck zwischen Tennessee, Mississippi (südlich von Memphis) und Arkansas an der Mündung des Wolf River in den Mississippi River. Sowohl die Geographie als auch die geschichtliche Entwicklung und Kultur werden maßgeblich von der Lage am Mississippi und der geographischen Nähe der Lower Mississippi Delta Region bestimmt. Die Stadt wurde 1912 und 1937 von schweren Überflutungen des Flusses heimgesucht. Jenseits des Mississippi, durch drei Brücken verbunden, findet sich die Kleinstadt West Memphis in Arkansas.
Memphis liegt in der immerfeuchten subtropischen Klimazone. Die durchschnittliche Jahrestemperatur beträgt 18,5 Grad Celsius, kältester Monat ist der Januar mit einer Temperatur von fünf Grad Celsius, wärmster der Juli mit einem Schnitt von 28 Grad, bei oft hoher Luftfeuchtigkeit. Diese liegt das ganze Jahr über zwischen 80 % (vormittags) und 50 % (nachmittags).
Die Stadt liegt im Einzugsgebiet von Tornados sowie in unmittelbarer Nähe des New Madrid Fault und ist deswegen erdbebengefährdet.
|                       | Jan  | Feb   | Mär   | Apr   | Mai   | Jun  | Jul  | Aug  | Sep  | Okt  | Nov   | Dez   |   |         |
| Mittl. Tagesmax. (°C) | 9,2  | 11,9  | 17,3  | 22,9  | 27,2  | 31,8 | 33,5 | 32,7 | 28,8 | 23,5 | 16,8  | 11,4  | ⌀ | 22,3    |
| Mittl. Tagesmin. (°C) | −0,6 | 1,6   | 6,1   | 11,3  | 16,2  | 20,5 | 22,7 | 21,7 | 18,1 | 11,1 | 5,9   | 1,6   | ⌀ | 11,4    |
|                       |      |       |       |       |       |      |      |      |      |      |       |       |   |         |
| Niederschlag (mm)     | 94,7 | 110,5 | 137,4 | 138,7 | 126,5 | 90,7 | 96,3 | 87,1 | 89,7 | 76,5 | 129,5 | 145,8 | Σ | 1.323,4 |
|                       |      |       |       |       |       |      |      |      |      |      |       |       |   |         |
| Regentage (d)         | 7,9  | 8,2   | 9,3   | 8,5   | 8,1   | 7,2  | 6,8  | 6,1  | 6,4  | 5,5  | 7,8   | 7,9   | Σ | 89,7    |

| −0,6 |

| 1,6 |

| 6,1 |

| 11,3 |

| 16,2 |

| 20,5 |

| 22,7 |

| 21,7 |

| 18,1 |

| 11,1 |

| 5,9 |

| 1,6 |

| −0,6 |

| 1,6 |

| 6,1 |

| 11,3 |

| 16,2 |

| 20,5 |

| 22,7 |

| 21,7 |

| 18,1 |

| 11,1 |

| 5,9 |

| 1,6 |

## Geschichte

### Indianische Besiedlung und erste Europäer
Das Gebiet, in dem Memphis liegt, wurde ursprünglich von dem Indianervolk der Chickasaw besiedelt. Der spanische Entdecker Hernando de Soto bereiste wahrscheinlich um 1541 die Gegend. Erste dauerhafte europäische Besiedlungsversuche gingen von Frankreich aus. Fort Prudhomme entstand 1682, Fort Assumption 1739. Nach dem englisch-französischen Krieg übernahm England die Kontrolle des Territoriums, de jure stand es zu dieser Zeit noch den Chickasaw zu. Chickasaw, Franzosen, Engländer und Spanier lebten weitgehend friedlich miteinander, bis Tennessee 1790 ein US-Territorium und schließlich 1796 US-Bundesstaat wurde. Obwohl offiziell immer noch Indianerland, zogen weiße Siedler in die Gegend, die Chickasaw gaben schließlich 1818 ihr nördliches Territorium auf, in dem das heutige Memphis liegt.

### Frühes 19. Jahrhundert
Die eigentliche Stadtgründung erfolgte 1819, als Gründungsväter gelten der General und US-Präsident Andrew Jackson, der General James Winchester und der Richter John Overton. Sie errichteten die Stadt auf 5000 Acre und wollten sie zu einem Stützpunkt an der damaligen Westgrenze der Vereinigten Staaten ausbauen, von der aus sich der Handel im Tal des Mississippi kontrollieren ließ. Zu diesem Zeitpunkt hatte Memphis ungefähr 50 Einwohner. Die Stadt wurde nach der Hauptstadt des antiken Ägyptens Memphis benannt. Der Sohn von Winchester wurde erster Bürgermeister.
Afroamerikaner, die später prägend für die Stadtgeschichte wurden, spielten zu dieser Zeit nur eine geringe Rolle. Die afroamerikanische Bevölkerung selbst war auf den Plantagen des Mississippi-Deltas versklavt, den Bedarf an ungelernten Arbeitskräften deckten vor allem Iren. Die katholische St. Mary’s Church mit dem ältesten Altar der USA stammt ebenfalls aus dieser Zeit.
Memphis war Zentrum der aufstrebenden Baumwollindustrie. Verkehrstechnisch günstig gelegen und umgeben von fruchtbarem Boden entwickelte sich hier ein Handelszentrum. In Memphis standen zeitweise die größten Baumwollspeicher der Welt, der größte geschlossene Baumwollmarkt der Welt fand hier statt, weltgrößter Produzent von Produkten aus Baumwollsamen, wichtigster Hartholz-Markt der USA, sowie der zweitgrößte Markt für Medikamente und der drittgrößte für Lebensmittel. Viele Pioniere und Händler, die sich weiter in den amerikanischen Westen orientierten, nutzten die Stadt am Mississippi als Basislager und Aufenthaltsort. Gleichzeitig mit dem Aufbau des Baumwollhandels entwickelte sich Memphis ebenfalls zu einem Zentrum des amerikanischen Sklavenhandels, die hier auf die großen Plantagen im Mississippi Delta verkauft wurden.
Endgültig an das Verkehrsnetz der USA angebunden wurde Memphis 1845, als fast gleichzeitig ein Hafen der US-Marine in der Stadt eröffnete und die Memphis and Charleston Railroad, die die Stadt mit der Atlantikküste verband, eröffnete. Memphis war zu dieser Zeit die sechstgrößte Stadt der USA.

### Sezessionskrieg und danach: Wohlstand und Emanzipation

Memphis am Ende einer prosperierenden Zeit, 1870, kurz vor Ausbruch der Gelbfieberepidemien

Im Gegensatz zu vielen anderen Städten der Südstaaten war der Sezessionskrieg für Memphis eine Zeit ungebrochener Prosperität. Die direkten Kampfhandlungen in der Stadt beschränkten sich auf ein eintägiges Gefecht auf dem Mississippi, ansonsten profitierte die Stadt vor allem von ihrer verkehrsgünstigen Lage. Die Wirtschaft florierte in dieser Zeit mit Händlern, die gleichzeitig Baumwolle an die Nordstaaten verkauften und Munition und Stahlwaren an die Südstaaten.
Im Krieg selbst wurde Memphis aufgrund seiner Lage wichtiger Nachschubpunkt, zuerst als Nachschubdepot für die Südstaaten. Bei dem Gefecht um Memphis, bei dem die Marine der Nordstaaten 1862 die Marine der Konföderierten besiegte, hatten die an den Ufern des Mississippis sitzenden Einwohner der Stadt eine gute Aussicht, ohne ernsthafte Gefahren befürchten zu müssen. Nach dem Sieg der Nordstaaten diente die Stadt als militärisches Hauptquartier des Nordstaaten-Generals Ulysses S. Grant.
Die frühe Eroberung durch die Nordstaaten verhinderte weitere Kampfhandlungen und Zerstörungen während des Krieges. Memphis unterlag auch keiner formalen Reconstruction. Als sich 1866 viele schwarze Soldaten der Nordstaaten in der Stadt aufhielten, kam es am 1. Mai erst zu Ausschreitungen und in den zwei folgenden Tagen zu schweren Verfolgungen. Bis zum 3. Mai wurden 48 Menschen, davon 46 Schwarze und zwei Weiße (denen Sympathie zu den Schwarzen vorgeworfen wurde), ermordet. Viele Wohnhäuser und Kirchen von schwarzen Einwohnern der Stadt wurden abgebrannt.
Nachdem Tennessee im Juli 1866 den 14. Zusatzartikel zur Verfassung der Vereinigten Staaten anerkannte und Memphis endgültig Teil der Nordstaaten geworden war, zog die Stadt viele ehemalige Sklaven an. Die afroamerikanische Bevölkerung vervierfachte sich zwischen 1860 und 1870 von 4000 auf knapp 16.000 Einwohner, die Gesamtbevölkerung stieg von 22.000 auf 40.000. Die Emanzipation der Schwarzen wurde in der Stadt im Rahmen des Rechts vergleichsweise weitgehend umgesetzt, das Recht, lesen zu lernen ebenso wie auch die Religionsfreiheit. Insbesondere schwarze Kirchen wurden eine wichtige Basis für den Einfluss der Afroamerikaner. Die Beale-Street-Baptist-Church von Prediger Morris Henderson galt als besonders einflussreich. Ed Shaw, der wichtigste politische Führer, saß im Stadtrat der County-Commission und stieg bis zum Hafenkapitän auf.

### Gelbfieber
Nachdem die Stadt den Sezessionskrieg besser überstanden hatte als fast alle anderen Südstaatenstädte, sorgten mehrere Gelbfieberepidemien 1870, 1873 und insbesondere 1878 für verheerende Auswirkungen. 1878 sorgte El Niño für tropisches Klima in den Südstaaten. Die Temperaturen lagen deutlich höher als sonst, die Sommersaison dauerte länger und die Niederschläge in dieser Zeit waren mehr als doppelt so hoch wie sonst. Die Hafenstädte des Südens waren direkt nach dem Krieg überfüllt mit Landflüchtlingen und Zuwanderern aus den Nordstaaten, regelmäßig wieder stattfindender globaler Schiffsverkehr brachte Krankheitserreger und infizierte Stechmücken in die Gegend. Eine Gelbfieber-Seuche verbreitete sich von New Orleans ausgehend den Flusslauf des Mississippi und seiner Nebenflüsse entlang.
Insbesondere jedoch aufgrund seiner miserablen Abwasserentsorgung traf die Gelbfieber-Seuche des Jahres Memphis härter als alle anderen Städte der USA: 25.000 Einwohner verließen die Stadt. Von den 19.000 Einwohnern, die nicht flohen, steckten sich im schlimmsten Jahr 80 % mit dem Gelbfieber an, ein Viertel der Bevölkerung starb. Gemessen an der Einwohnerzahl war dies die tödlichste Epidemie, die je eine US-Stadt traf. Gleichzeitig verarmte Memphis, da insbesondere vermögende Einwohner die Stadt verließen und fast nur irisch-amerikanische Hilfsarbeiter und gerade in die Freiheit entlassene Sklaven in der Stadt blieben, die mit enormen Problemen zu kämpfen hatten.
1879 erklärte die Stadt offiziell ihren Bankrott und die Stadtrechte wurden ihr aberkannt. Memphis hörte offiziell auf zu existieren und lebte nur als Steuerdistrikt Shelby County weiter. Der Staat Tennessee löste die teilweise von Schwarzen und Iren geleitete Stadtregierung auf und ersetzte sie durch ein Gremium, dem fast ausschließlich Weiße der reichen Vorkriegs-Südstaateneliten angehörten.
Erst in den 1880er-Jahren konnte durch ein neues Abwassersystem (das erste seiner Art weltweit) und die Einrichtung artesischer Brunnen die Epidemie gestoppt werden. Memphis gilt bis heute als eine der Städte mit dem saubersten Trinkwasser der USA. Die Siedlungsbewegungen jedoch hatten sich dauerhaft umgekehrt. Hatte Memphis vor Ausbruch der Gelbfieberepidemien doppelt so viele Einwohner wie Atlanta und fast doppelt so viele wie Nashville, zeigte sich danach ein Rückstand, den die Stadt nie wieder aufholte. Stadtbevölkerung und Stadtklima veränderten sich nach der Epidemie. Während die geflohenen Weißen aus der Händlerschicht und Zuwanderer nicht wieder zurückkehrten, zogen zunehmend Weiße aus den umliegenden Gemeinden in die Stadt. Aus einer kosmopolitischen Stadt, in der über 30 Prozent der Einwohner aus dem Ausland und ein großer Teil aus den gesamten restlichen Vereinigten Staaten kamen, war ein Ort geworden, in dem 80 % der Einwohner in den ländlichen Gebieten um Memphis herum geboren waren.

### Jahrhundertwende und die Ära Crump

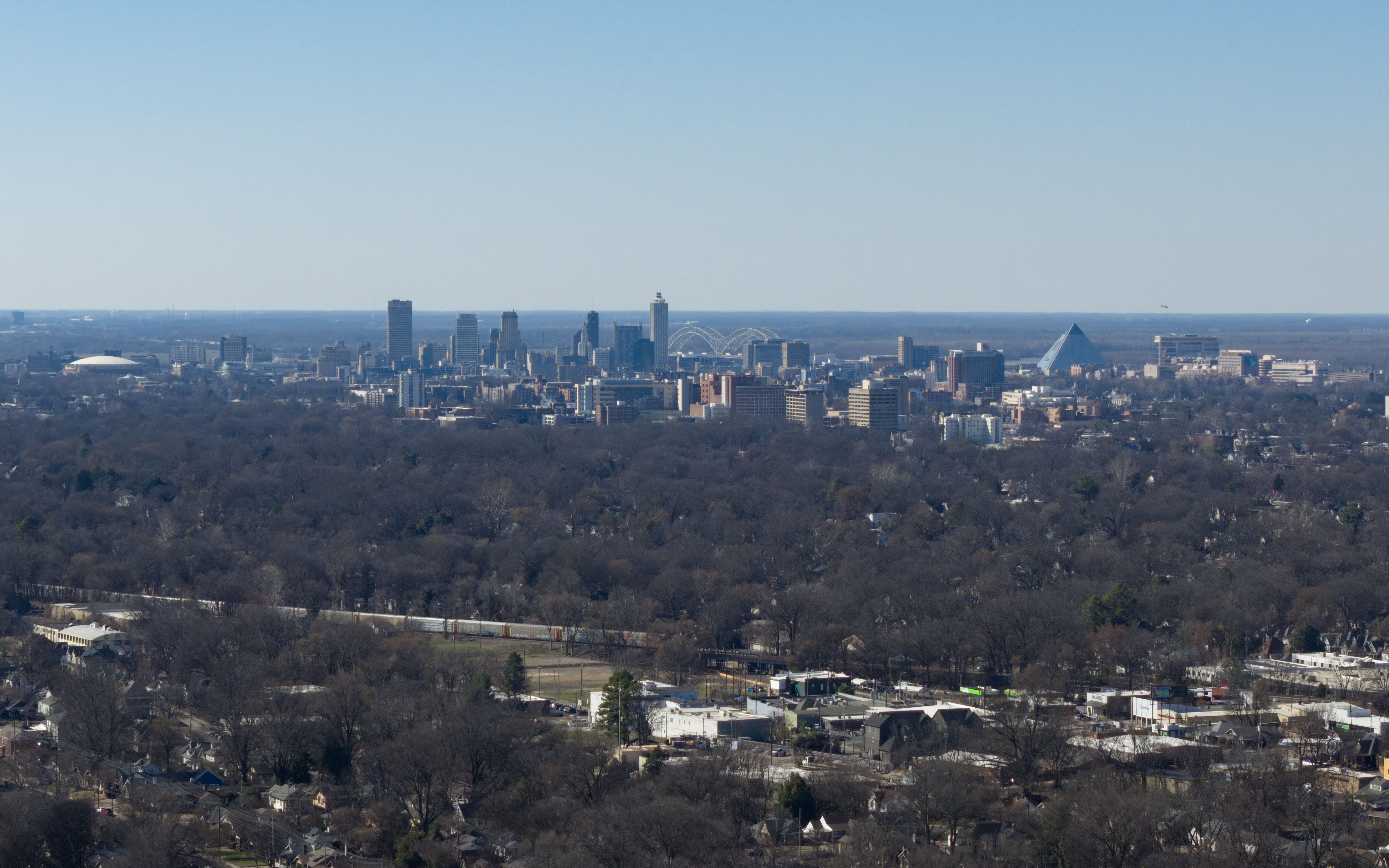
Skyline um 1900

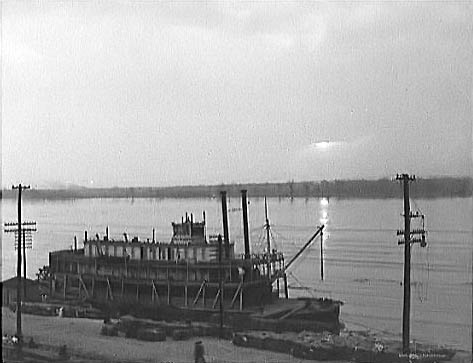
Riverboat in Memphis um 1900

Schwarze spielten auch weiterhin eine einflussreiche Rolle. Der hohe afroamerikanische Bevölkerungsanteil unterstützte eine gefestigte Schicht afroamerikanischer Ärzte, Anwälte, Banker und ähnlicher Berufe. Der afroamerikanische Großindustrielle Robert R. Church war vermutlich der erste schwarze Millionär der USA und gründete die erste afroamerikanische Bank. Er investierte entscheidend in den Neuaufbau der Stadt. Der ehemalige Sklave und einflussreiche Politiker der Republikaner baute auch die Bürgerrechtsorganisation NAACP auf und eröffnete, bei immer noch bestehender politischer Segregation, mit dem Church Park den ersten öffentlichen Park für Afroamerikaner und mit dem Church Auditorium eine wichtige Kulturstätte für diesen Teil der Bevölkerung.
Um die Jahrhundertwende herum war insbesondere die Beale Street das wichtigste soziale und kulturelle Zentrum der afroamerikanischen Gemeinschaft in den mittleren Südstaaten. Sie war berüchtigt für Alkoholkonsum, illegales Glücksspiel und anderen eher als zweifelhaft betrachteten Zeitvertreib, an ihr standen aber auch dicht gedrängt afroamerikanische Bankfilialen, Kaufhäuser und Immobilienmakler. Memphis wurde wieder der weltgrößte Markt für Baumwolle. Industrielle wie Napoleon Hill, James Lee und Noland Fountaine machten Millionen in der Stadt, ebenso allerdings die Mafia. In der „Regierungszeit“ von Edward Hull „Boss“ Crump von 1909 bis 1954 konnte dieser verlässlich versprechen, demjenigen bis zu 60.000 Wähler zu beschaffen, der ihm die beste Gegenleistung dafür bot. Dabei wurden Stimmen doppelt gezählt, die Stimmen nicht-registrierter, aber Crump-treuer Wähler ebenfalls mitgezählt und Wähler aus den benachbarten Staaten Mississippi und Arkansas kurzfristig in die Stadt verfrachtet.
Crump selbst wurde 1909 zum ersten Mal zum Bürgermeister der Stadt gewählt. Angetreten mit dem Versprechen, die Korruption in der Stadt zu beenden, setzte er dieses Versprechen um, indem er all seine Konkurrenten ausschaltete. In einer Zeit, in der die USA innenpolitisch mit der Prohibition beschäftigt war, nahm Crump Bestechungsgelder von Bordellen, Spielhallen und illegalen Saloons an. Nachdem er von der Regierung Tennessees als Bürgermeister zum Rücktritt gezwungen wurde, ließ er sich in den Kongress wählen.
Crump selbst war offener Rassist und hielt die Schwarzen nicht für fähig, sich selbst zu regieren. Allerdings benötigte er die Stimmen der schwarzen Wähler. Er ernannte einige Afroamerikaner in Regierungsposten und handelte ebenso mit den Führern der schwarzen Gemeinschaft im Austausch für Wählerstimmen. Ziel dieser Verhandlungen zwischen Crump und der afroamerikanischen Elite war die weitgehende Aufhebung zahlreicher Wahlbeschränkungen, die in den restlichen Südstaaten noch bis in die Bürgerrechtsära hinein gelten sollten.
Die ersten schwarzen Polizisten gab es allerdings erst nach 1948 und auch sie hatten nicht das Recht, Weiße festzunehmen. Nachdem Crump seine Macht gefestigt hatte, fühlte er sich zu weniger Konzessionen genötigt. Strikte Rassengesetze hielten die meisten Afroamerikaner in schlecht bezahlten Hilfsarbeiterjobs gefangen. Die Arbeitslöhne waren so niedrig, dass die Tennessee General Assembly 1917 die Emigrant Agent Codes erließ, die es verboten, afroamerikanische Arbeiter aus Tennessee abzuwerben.

### Civil Rights Movement und danach
Formen des Widerstands gegen die Jim-Crow-Gesetze gab es seit dem Ende des 19. Jahrhunderts. Musikerin Julia Hooks kam ins Gefängnis, da sie 1881 lautstark dagegen protestierte, nicht in der weißen Sektion des Theaters zu sitzen. 1905 führte eine große Demonstration durch den Church Park zugunsten von Mary Robinson, die sich in der Straßenbahn in die weiße Sektion gesetzt hatte und der deswegen ein Gerichtsverfahren bevorstand. Immer wieder kam es auch zu gewalttätigen Auseinandersetzungen.
In den späten 1940ern versuchten erstmals Afroamerikaner, Einfluss auf die Regierung der Stadt zu gewinnen. Die NAACP stellte eigene Kandidaten auf, die allerdings gegen „Boss“ Crump chancenlos waren. Durch den überraschenden Tod von Crump 1954 befand sich die schwarze Politik auch in einem Vakuum. Bisher hatte sie Ziele nur durch Kooperation mit ihm erreicht, durch seinen Tod zerfiel sein politisches System und damit war zunächst der einzige wichtige weiße Ansprechpartner für die Bewegung verloren. Seit 1960 mit dem Aufkommen der Bürgerrechtsbewegung kam es zu zahlreichen Sit-ins und Boykotten seitens der Schwarzen und der Studenten. Gleichzeitig formierte sich in der Stadt eine nennenswerte afroamerikanische Gewerkschaftsbewegung.
Das politische Klima in der Stadt war zu dieser Zeit ausgesprochen konservativ und von Rassismus geprägt. So erreichte beispielsweise bei der Präsidentschaftswahl 1968 der Rassist und „Südstaatenkandidat“ George Wallace in der Stadt 42 % der Stimmen, der Demokrat Hubert H. Humphrey 12 %. Gleichzeitig verarmte die afroamerikanische Bevölkerung über die Jahrzehnte. Der Anteil der Afroamerikaner an den Familien mit den niedrigsten Einkommen der Stadt stieg von 59 % im Jahr 1949 auf 71 % im Jahr 1969. Ein Viertel der Innenstadtbewohner verdiente weniger als zwei US-Dollar pro Stunde, während der Anteil in vergleichbaren Städten wie Newark bei weniger als 10 Prozent lag.

#### Die Ermordung Martin Luther Kings

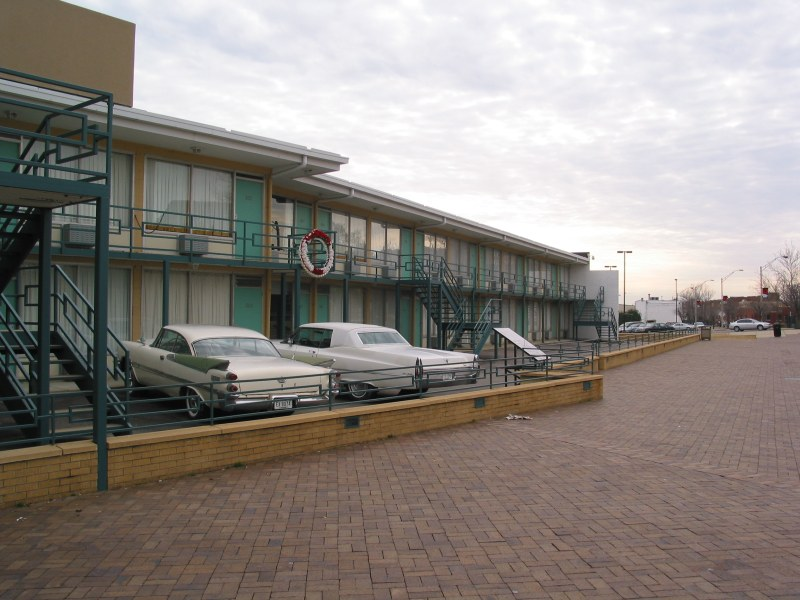
Lorraine Motel (heute das National Civil Rights Museum)

1968, im Zenit der Kämpfe um die Bürgerrechtsbewegung, kam der Baptistenpastor Martin Luther King in die Stadt. King hatte sich in dieser Zeit schon teilweise von den rechtlichen Fragen der Diskriminierung abgewendet und sich mehr den sozialen Problemen und der weitverbreiteten schwarzen Armut angenommen. Am 1. Februar 1968 starben während eines schweren Unwetters zwei schwarze Angestellte der Müllabfuhr, als sich der Pressmechanismus eines Müllwagens von alleine in Gang setzte. Am gleichen Tag wurden wegen des Unwetters 22 schwarze Arbeiter ohne Bezahlung nach Hause geschickt, während ihre weißen Vorgesetzten ebenfalls arbeitsfrei erhielten, allerdings mit Lohnausgleich. Zwei Wochen später begannen 1100 von insgesamt 1300 schwarzen Angestellten der öffentlichen Reinigung einen Streik für bessere Arbeitsbedingungen. Am 18. März, während der Streik immer noch andauerte, kam King in die Stadt und sprach auf mehreren Veranstaltungen. Am 28. März fand eine große Demonstration statt. Diese endete allerdings in Gewalt, als vor allem College-Studenten ihre mitgebrachten Schilder nutzten, um damit die Schaufensterscheiben von Geschäften einzuschlagen.
Die Stadt erwirkte ein gerichtliches Verbot für King, Memphis zu betreten. Die Southern Christian Leadership Conference verhandelte mit den Verantwortlichen, um eine Demonstration am 5. April möglich zu machen. King kehrte in die Stadt zurück. Am 4. April einigten sich die Beteiligten auf einen Protestmarsch am 8. April. Am Abend des 4. April 1968 wurde Martin Luther King auf dem Balkon des Lorraine Motels erschossen. Die genauen Umstände der Tat sind bis heute ungeklärt. In dem Gebäude befindet sich heute ein Museum für Bürgerrechte. Eine filmische Schilderung des Attentats erfolgte in dem 1993 gedrehten Dokumentarfilm At The River I Stand.

#### Die Folgen und die langsame Erholung der Stadt

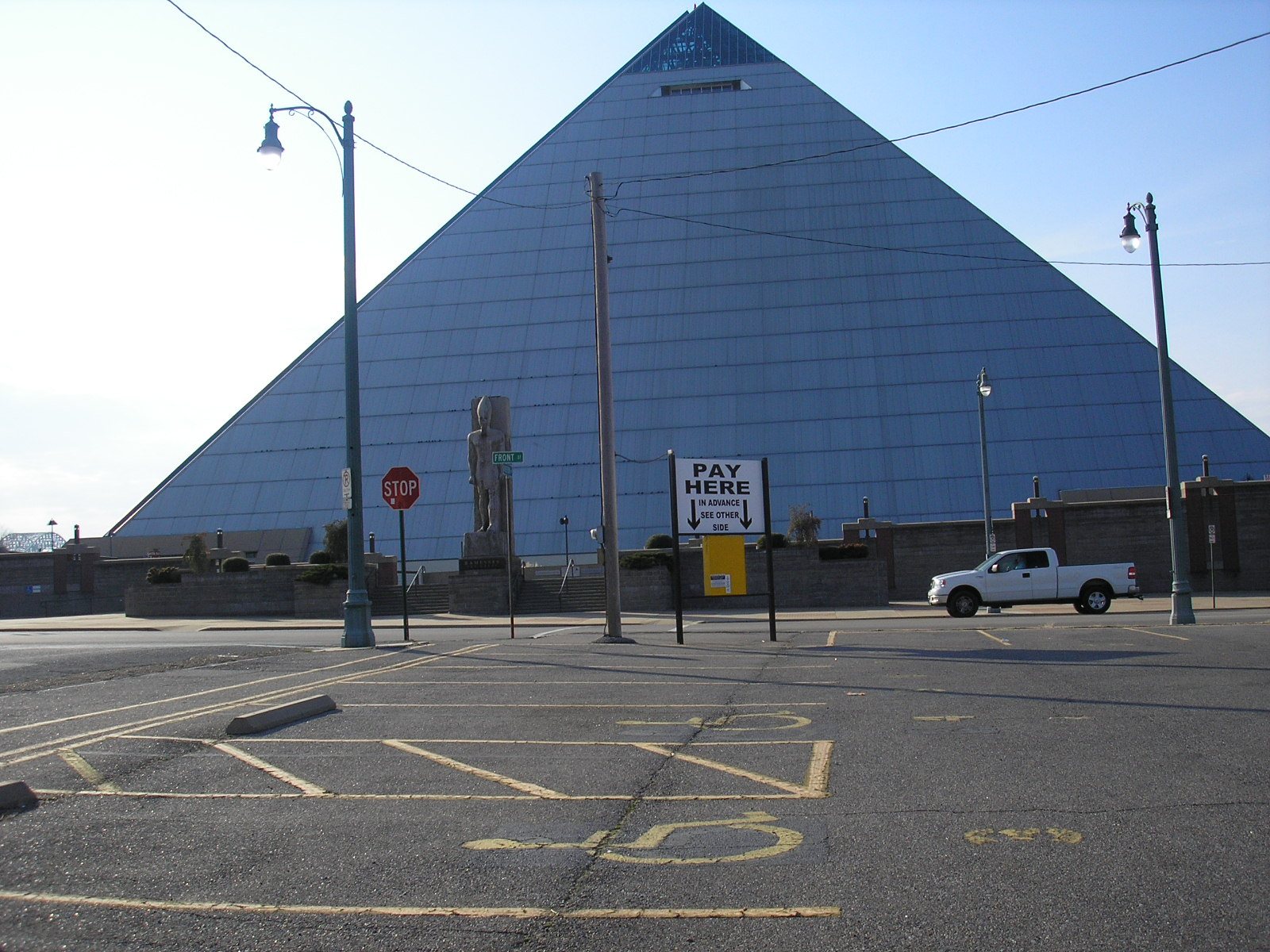
Memphis Pyramid

Folgend auf die Ermordung Kings fanden in den nächsten Jahren Aufstände und Straßenkämpfe statt. Der größte Teil des Stadtzentrums brannte in dieser Zeit nieder. Immer mehr Bewohner verließen das eigentliche Stadtgebiet, um sich im Umland neu anzusiedeln. In den 1970ern war die Innenstadt, wie viele in den USA, in einem Zustand des Verfalls begriffen. Sogar Planungen, die Beale Street abzureißen, waren schon weit fortgeschritten. Erst der öffentliche Aufschrei von Denkmalschützern führte dazu, dass die Stadt 500 Millionen Dollar bereitstellte, um diesen Stadtteil zu sanieren. 1974 wurde Harold Ford Sr. als erster direkt gewählter Schwarzer aus den Südstaaten in den US-Kongress gewählt. Erst nachdem die Wahl schon knapp verloren schien, fanden seine Anhänger acht ungeöffnete Wahlboxen, die vom ausschließlich weißen Wahlkomitee „übersehen“ worden waren und Ford den Sieg sicherten.
Mittlerweile wurde die Stadt mehrfach von afroamerikanischen Bürgermeistern regiert, etwa von Willie W. Herenton, der ab 1992 für 17 Jahre im Amt war. Seit den 1990ern wurden zahlreiche Anstrengungen unternommen, um die Attraktivität der Stadt zu steigern. Es wurden Freizeiteinrichtungen wie der Mud-Island-Vergnügungspark, die Memphis Pyramid, das FedEx-Forum und ein neues Baseballstadion (AutoZone Park) gebaut. Die Innenstadt bekam eine historisch aussehende, in normalem Takt verkehrende Straßenbahn. Ende der 1990er waren auch die langanhaltenden Versuche erfolgreich, dauerhaft ein Sportteam der großen amerikanischen Profiligen zu etablieren. 2009 war Memphis auf der Forbes-Liste der gefährlichsten Städte der Vereinigten Staaten erneut auf Platz zwei.

## Politik
Obwohl die Segregation in den USA seit mehreren Jahrzehnten offiziell abgeschafft ist, spielt die Kategorie „Rasse“ immer noch eine wichtige Rolle in der Lokalpolitik. Seitdem überhaupt wieder Afroamerikaner antreten, wählten bis in die 1990er Jahre hinein sowohl Afroamerikaner als auch Weiße zu über 90 % einen Kandidaten der eigenen Hautfarbe, in den meisten Wahlen lagen die Quoten bei 97 Prozent oder höher. Memphis hat seit 1991 eine leichte Mehrheit schwarzer Bewohner und schwarzer Wahlberechtigter. Nachdem ein Afroamerikaner, das erste Mal seit ihrer Kollektivbesetzung 1879, im Jahr 1951 versuchte ein Wahlamt zu erringen, bildete sich eine breite weiße Gegenfront, die viele Jahrzehnte relativ erfolgreich versuchte, nur jeweils einen weißen Kandidaten zu nominieren, um ihre Stimmen nicht aufteilen zu müssen.
Die Politik der Schwarzen wird maßgeblich von der Familie Ford bestimmt, die seit 1974 die Abgeordneten im lokalen Wahlkreis des Kongresses (größer als Memphis-Stadt, aber kleiner als Memphis plus Shelby County) stellt. In den Nachwehen der King-Ermordung traten Harold und sein Bruder John als entschlossene Vertreter afroamerikanischer Rechte auf und schreckten dabei nicht vor äußerst polemischen Auseinandersetzungen mit dem weißen Establishment der Stadt zurück.
Vorwürfe des Klientelismus ähnlich wie zu Zeiten von Crump werden immer wieder laut, lassen sich aber nur bedingt erhärten. Seit 1974 nahmen Emmitt Ford, Harold Ford Sr., Harold Ford Jr., John Ford und Joe Ford Mandate und Ämter auf nationaler, staatlicher und regionaler Ebene wahr. 1974 wurden an einem Tag Harold Ford Sr. in das US-Repräsentantenhaus, sein Bruder John in den Senat des Staates Tennessee und sein anderer Bruder Emmitt in das Repräsentantenhaus desselben Staates gewählt. Als Harold Ford Sr. sich schließlich 1996 aus dem US-Kongress verabschiedete, übernahm sein Sohn Harold Ford Jr. das Amt.
Anders jedoch als zu Crumps Zeiten haben die Fords keine feste Kontrolle über die ganze Stadt. Im Gegensatz zu Crump gibt es diverse Wahlen, bei denen Kandidaten der Fords trotz massiver Unterstützung verloren haben. Schwarze Politiker in der Stadt sind entweder Pro-Ford oder Anti-Ford. Sind sie Anti-Ford, brauchen sie normalerweise weiße Unterstützung, um Wahlen zu gewinnen. Die Fords haben ein System des „Ford-Wahlscheins“ entwickelt, der regelmäßig am Abend vor Abstimmungen und Wahlen in den schwarzen Wohngegenden der Stadt verteilt wird – auf ihm sind auf einem Muster des gültigen Zettels sämtliche Markierungen so angebracht, wie sie von der Familie empfohlen werden. Die genauen Details stehen dabei erst in letzter Minute fest; obwohl die Fords nominell Mitglieder der Demokratischen Partei sind, betreiben sie in erster Linie Familienpolitik und so kann es auch durchaus vorkommen, dass sie republikanische Kandidaten oder Vorschläge unterstützen. Besonders für weiße Politiker kann die Hilfe der Fords unschätzbar sein; sie haben die Möglichkeiten dazu, die weißen Politiker auch in der afroamerikanischen Gemeinschaft bekannt zu machen und sie in den ebenfalls sehr einflussreichen schwarzen Kirchen vorzustellen.
Memphis wird von einem „schwachen Bürgermeister“ regiert, das heißt, die Gemeindevertretung besitzt sowohl die hauptsächlichen legislativen als auch exekutiven Befugnisse. Die Gemeindevertretung setzt sich aus 13 Vertretern zusammen. Sieben davon werden in einem Stadtbezirk mit jeweils einem Vertreter gewählt, sechs stammen aus den zwei Wahlkreisen, die jeweils drei Vertreter bestimmen. 2004 waren von den 13 Mitgliedern des Councils sechs Afroamerikaner. Willie W. Herenton war von 1992 bis 2009 Bürgermeister von Memphis. Nachdem er bis Anfang der 1990er die Ford-Strategie eines einzigen schwarzen Kandidaten unterstützte, um die afroamerikanischen Wählerstimmen nicht aufzusplittern, hatte er sich seitdem als politischer Gegner der Fords entwickelt. 1991 gewann er als erster Afroamerikaner im 20. Jahrhundert eine stadtweite Wahl und profitierte dabei davon, dass dies das erste Mal war, dass mehr Afroamerikaner als Weiße wahlberechtigt waren. Zugleich aber gelang es ihm ungewöhnlicherweise knapp über 10 Prozent der weißen Stimmen für sich zu erringen. Eine Rate, die er 1995 – allerdings ohne ernsthaften Gegenkandidaten – auf 40 % ausdehnen konnte.
1999 konnte er sich in einer seiner Wahlen direkt gegen den ehemaligen Senator Harold Ford Sr. durchsetzen. Dabei profitiert Herenton davon, dass sich die Grenzen zwischen den Bevölkerungsgruppen erstmals in der Geschichte der Stadt weit genug aufgelöst haben, dass ein schwarzer Kandidat ernsthafte Stimmgewinne unter Weißen erzielen konnte. Unter anderem schaffte er es in seiner Amtszeit sowohl 400 neue Polizisten einzustellen und gleichzeitig das Schulbudget um 100 Millionen Dollar zu erhöhen. Memphis investierte 1,3 Milliarden Dollar in die Wiederbelebung der Innenstadt und schuf dabei tausende neuer Jobs; insbesondere entstand ein geschäftlicher Boom bei den ethnischen Minderheiten. Trotzdem gelang es in seiner Amtszeit, den finanziellen Haushalt der Stadt zu sanieren.

## Bevölkerung

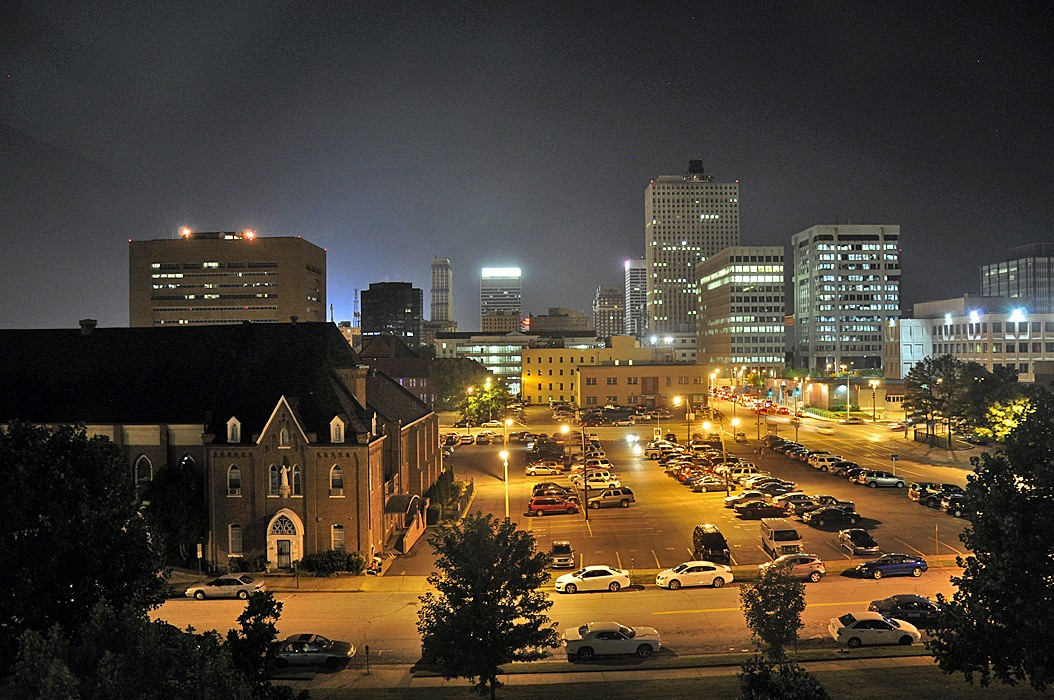
Die nächtliche Skyline

2016 hatte Memphis rund 650.000 Einwohner, die Metropolregion Memphis ungefähr 1,3 Millionen. Memphis steht damit in der Liste der größten Städte der USA auf dem 25. Platz und nimmt in der Reihe der größten Metropolregionen des Landes den 41. Rang ein. Von den Einwohnern der Stadt bezeichneten sich 61 % als Schwarze und etwa 34 % als Weiße, während sich knapp 5 % als Angehörige anderer Hautfarben klassifizierten. Die Stadt hatte damit unter den US-Großstädten den achthöchsten Anteil an Schwarzen. Der Anteil der Weißen ging in der eigentlichen Stadt stark zurück (1980: 52 %; 1990: 44 %) während er in den umliegenden Landkreisen anwuchs.
Die Memphis Metropolitan Statistical Area hatte 1,2 Millionen Einwohner und war damit die zweitgrößte in Tennessee. Bei Fortschreibung derzeitiger demographischer Trends wird es die erste Metropolitan Area sein, in der die Mehrheit der Bewohner schwarz ist. Memphis hat mit die niedrigsten Lebenshaltungskosten einer US-Stadt. Bei einer repräsentativen Umfrage 1997 stufte ein Drittel der Einwohner seine Wohngegend in Bezug auf die Lebensqualität als perfekt ein.

### Einwohnerentwicklung
Einwohnerzahlen nach dem jeweiligen Gebietsstand. Die Zahlen sind gerundet aus den zehnjährlich stattfindenden amerikanischen Volkszählungen.
| Jahr | Einwohnerzahlen |
| ---- | --------------- |
| 1820 | 390             |
| 1830 | 660             |
| 1840 | 1 800           |
| 1850 | 8 900           |
| 1860 | 23 000          |
| 1870 | 40 200          |
| 1880 | 33 600          |
| 1890 | 64 500          |
| 1900 | 102 000         |
| 1910 | 131 000         |

| Jahr | Einwohnerzahlen |
| ---- | --------------- |
| 1920 | 162 000         |
| 1930 | 253 000         |
| 1940 | 293 000         |
| 1950 | 396 000         |
| 1960 | 497 000         |
| 1970 | 623 000         |
| 1980 | 646 000         |
| 1990 | 610 000         |
| 2000 | 650 000         |
| 2010 | 646 900         |
| 2020 | 633 104         |

### Religion
Religion hat in der Geschichte der Stadt immer eine große Rolle gespielt. Sie beherbergt diverse protestantische Denominationen, ist zum Beispiel mit der Bellevue-Baptistenkirche ein Zentrum der amerikanischen Baptisten und Ausgangspunkt diverser religiöser Bewegungen. Neben einigen anderen Städten wie Nashville, Dallas oder Atlanta wird Memphis auch oft als Buckle of the Bible Belt (Gürtelschnalle des Bibelgürtels) bezeichnet.
In Memphis befindet sich das Hauptquartier und das Verlagsgebäude der Christian Methodist Episcopal Church. Die Church of God in Christ stammt ursprünglich 1907 aus Memphis und hält dort jedes Frühjahr eine „heilige Zusammenkunft“ ab. Jünger ist die Church Uniting in Christ, die sich am 20. Januar 2002 in der Stadt formierte.
Die Cumberland Presbyterian Church hat seit 1978 ihr Hauptquartier in der Stadt und beherbergt hier eine ihrer zwei Ausbildungsstätten, das Memphis Theological Seminare of the Cumberland Presbyterian Church. Memphis ist zudem Sitz des Bistums Memphis.
In den 1830er Jahren gründeten deutsche Einwanderer die jüdische Gemeinde und erbauten 1853 den ersten jüdischen Tempel der Stadt. Nach 1905 gründeten Zuwanderer aus Osteuropa neben der zuvor ausschließlich liberalen eine orthodoxe jüdische Gemeinde. Obwohl oftmals als Kleinhändler beginnend, ist die jüdische Bevölkerung in der Stadt vergleichsweise wohlhabend und gut integriert. Heute leben in der Metropolregion Memphis etwa 8500 Juden mit steigender Tendenz.

## Wirtschaft und Verkehr

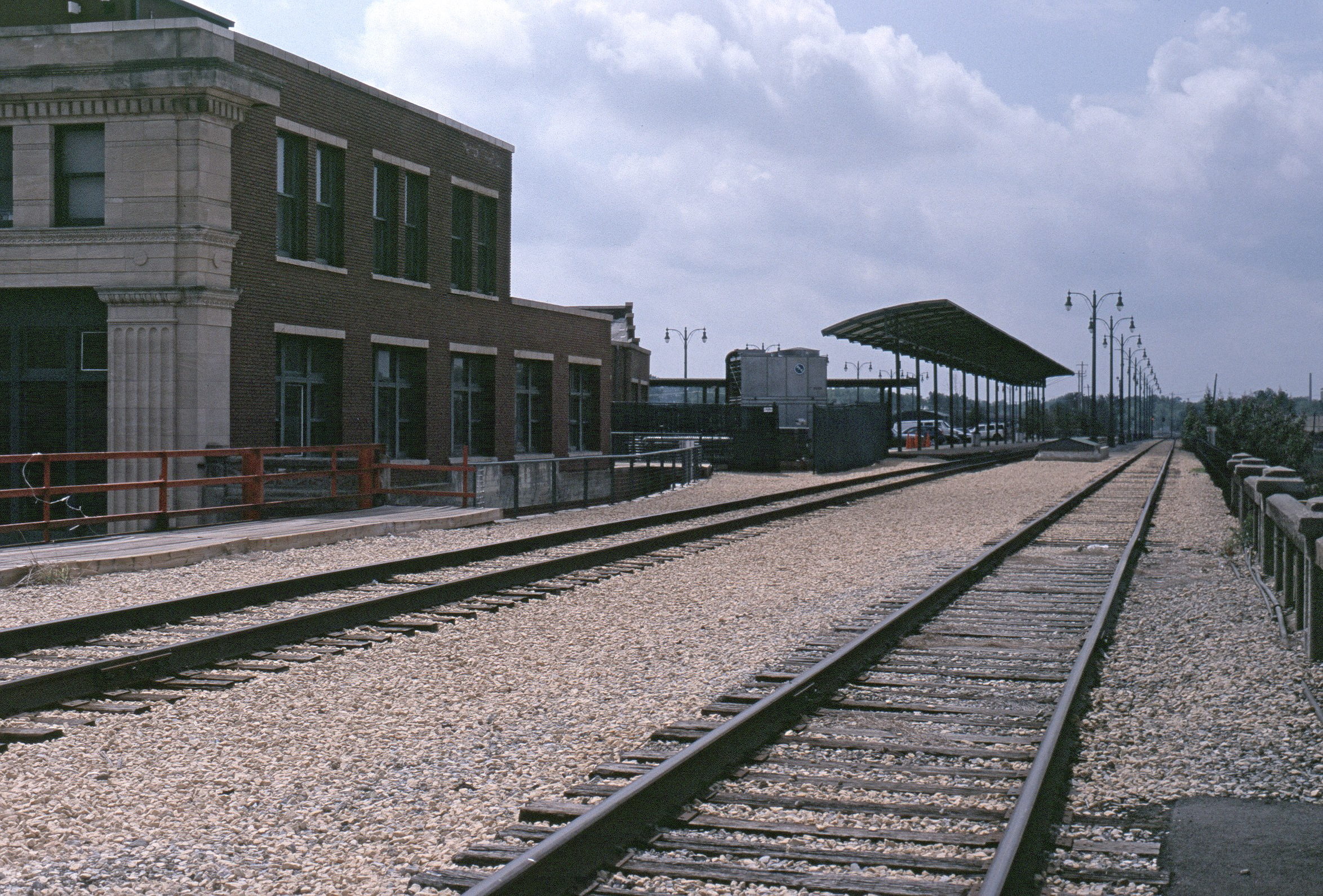
Hauptbahnhof Memphis – zwei Gleise, ein Bahnsteig

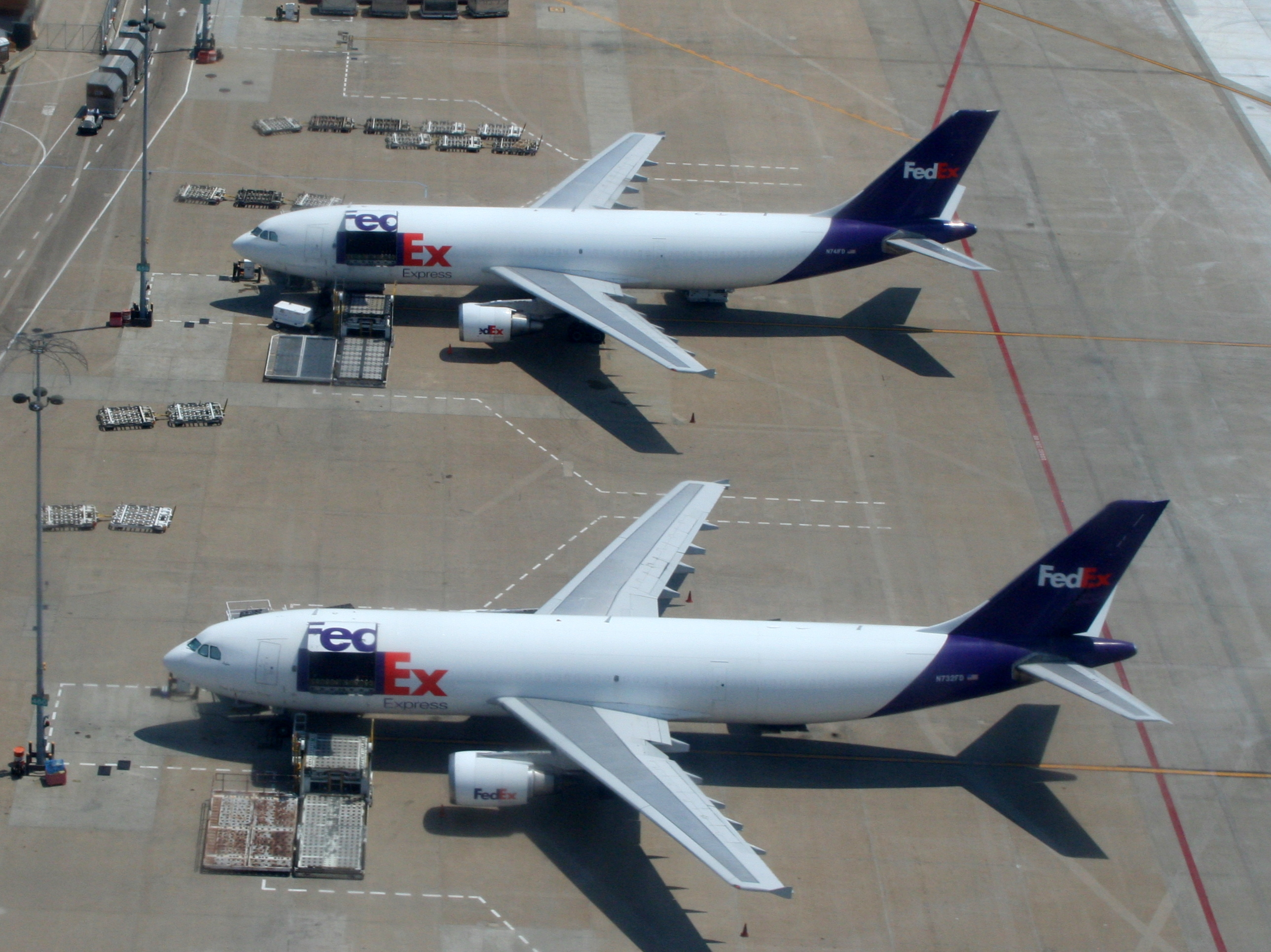
Zwei Airbus A300 von FedEx auf dem Flughafen von Memphis

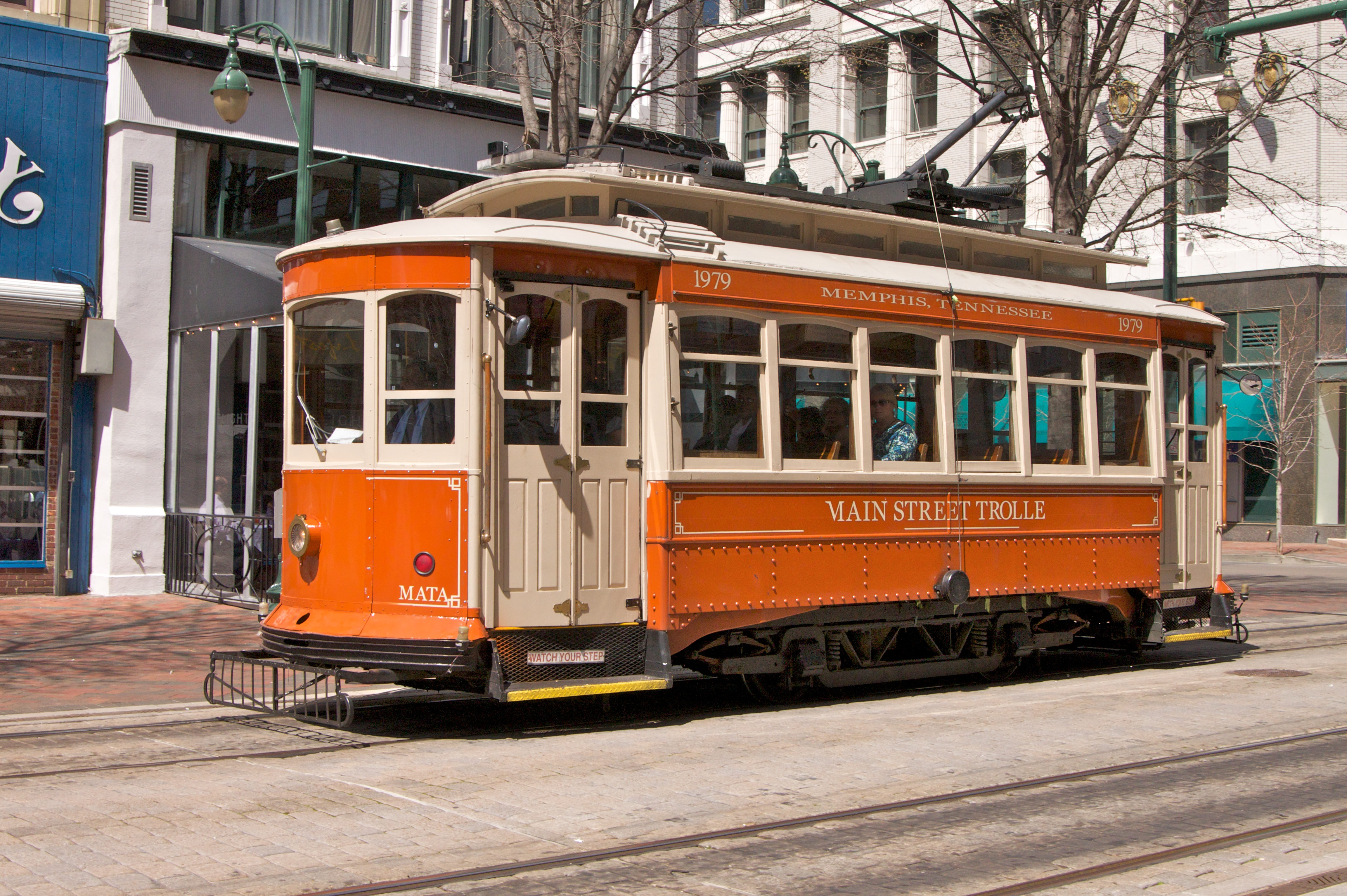
Straßenbahnwagen des örtlichen Nahverkehrsunternehmens MATA

Memphis erhielt mit der 1892 gebauten Frisco Bridge die erste Eisenbahnbrücke über den Mississippi südlich von St. Louis und ab 1917 mit der benachbarten Harahan Bridge die erste Kraftverkehrsverbindung über den Fluss, die seit 2016 auch Bestandteil eines über 15 Kilometer langen Radweges nach West Memphis ist.
Traditionell war Memphis eine Stadt der Baumwolle. Kaum eine Stadt hing so am Handel mit dem „Weißen Gold“. Baumwollhändler bestimmten die Geschicke der Stadt. So fanden im Jahr 1950 etwa 40 Prozent der gesamten Baumwoll-Transaktionen der USA in der Stadt statt. Unbestrittenes Handelszentrum in Memphis selbst war die Front Street, die Baumwollbörse (Cotton Exchange) befand sich seit 1924 an der Ecke Front Street/Union Street.
Auch in den Jahrzehnten nach 1945, als die Bedeutung der Baumwolle in anderen Städten zurückging, trieb sie weiterhin die wirtschaftliche Entwicklung in Memphis an. So handelte die Stadt 1959 etwa 4,5 Millionen Ballen Baumwolle, dreimal so viele wie der zweitgrößte amerikanische Handelsplatz, Fresno in Kalifornien. In ihrem Schatten gediehen ebenso andere landwirtschaftliche Erzeugnisse. Vor dem Zweiten Weltkrieg war Memphis außerdem der bedeutendste US-amerikanische Handelsplatz für Esel. Nach dem Zweiten Weltkrieg siedelten sich große Traktoren- und Düngerhändler an.
Memphis war immer eine Stadt des Handels und der Dienstleistungen, in der die Industrie nie eine dominierende Rolle spielte. Ursprünglich vor allem durch die Lage am Unterlauf des Mississippi und den der Nähe zu den Erzeugnissen der großen Plantagen der Südstaaten geprägt, hat die bedeutende Rolle als Wirtschaftsfaktor heute der Frachtflughafen eingenommen. Die Stadt ist immer noch das wirtschaftliche Zentrum der landwirtschaftlich prosperierenden südlichen Mississippi-Region sowie ein wichtiges Handelszentrum nicht nur für Baumwolle, sondern daneben auch für Soja.
Die Metropolregion von Memphis erbrachte 2016 ein Bruttoinlandsprodukt von 71,5 Milliarden US-Dollar und belegte damit Platz 48 unter den Großräumen der USA. Die Arbeitslosenquote in der Metropolregion betrug 3,8 Prozent ist damit identisch mit dem nationalen Durchschnitt (Stand: März 2018). Das persönliche Pro-Kopf-Einkommen liegt 2016 bei 43.498 US-Dollar, womit Memphis ein unterdurchschnittliches Einkommensniveau besitzt.
Die Stadt selbst bewirbt sich als Verteilzentrum Nordamerikas. In der Stadt befinden sich 90.000 Arbeitsplätze alleine in der Logistikindustrie. Wichtigster Arbeitgeber in diesem Segment und mit 30.000 Angestellten mit Abstand größter Arbeitgeber der Stadt ist das Unternehmen FedEx, dessen Hauptsitz Memphis ist. Es ist außerdem das Luftfahrt-Drehkreuz von FedEx für die Vereinigten Staaten und der größte und wichtigste Hub, den das Unternehmen betreibt. In der Nachbarschaft von FedEx haben sich zahlreiche andere Logistikunternehmen in der Stadt angesiedelt. Vor allem aufgrund der Anwesenheit von FedEx ist der 1975 fertiggestellte Flughafen Memphis International Airport – gemessen am Frachtvolumen – mit etwa 3,9 Millionen Tonnen Frachtgut 2010 der zweitgrößte Frachtflughafen der Welt (nach Passagieraufkommen dagegen nur Rang 33 in den USA). Bis 2009 lag Memphis sogar auf Rang 1, wurde jedoch 2010 von Hongkong (4,17 Mio. Tonnen Fracht) verdrängt.
Auch der öffentliche Dienst spielte immer eine wichtige Rolle in der Stadt. Ende der 1990er Jahre beispielsweise waren zehn der 15 wichtigsten Arbeitgeber der Stadt öffentliche Einrichtungen. Die größten dabei waren die US-Regierung und das Memphis School Board mit jeweils etwa 14.000 Mitarbeitern. 54 % der Einwohner sind in Handel und Service beschäftigt, sogar 85 % im Dienstleistungssektor insgesamt gegenüber 16 % Beschäftigten in der Industrie und im Baugewerbe. Die Arbeitslosenquote lag 1998 ebenso unter dem US-Durchschnitt (3,7 % gegenüber 4,5 %) wie das durchschnittliche Einkommen/Einwohner (22.700 US-Dollar gegenüber 24.400 US-Dollar). Ebenso ist die Stadt Hauptquartier von International Paper und dem US-Marktführer im Autozubehörhandel, AutoZone.
Die Stadt liegt an den beiden Interstate Highways I-40 (Hernando de Soto Bridge) und I-55 (Memphis–Arkansas Bridge). Der Hauptbahnhof, dessen Gleise heute zur Canadian National Railway (CN) gehören, wurde 1914 fertiggestellt. Er wird nur noch von einem täglichen Zugpaar, dem legendären City of New Orleans der Amtrak der in der Relation Chicago–New Orleans bedient. Der öffentliche Personennahverkehr liegt in den Händen der kommunalen Memphis Area Transit Authority (MATA), die ein Dieselbusnetz und drei Straßenbahnlinien betreibt.

## Bildung
Die Stadt beherbergt neun Universitäten und Colleges:
- Die University of Memphis (gegründet 1912; ehemals: Memphis State University) ist eine staatliche Universität und mit etwa 20.000 Studenten die größte der Stadt.
- Die medizinischen Einrichtungen der University of Tennessee (gegründet 1911). Die staatliche Universität hat insgesamt etwa 42.000 Studenten, wovon der allergrößte Teil aber auf dem Campus in Knoxville studiert.
- Das Rhodes College (gegründet 1848), ein privates liberal-arts College mit 1.500 Studenten. Es versucht im Ruf mit den großen Universitäten der USA zu konkurrieren.
- Die Christian Brothers University (gegründet 1871), eine kleine private römisch-katholische Universität mit derzeit 1.900 Studenten.
- Das Le Moyne-Owen College (gegründet 1871). Historisch „schwarzes“ College.
- Das Southern College of Optometry (gegründet 1932).
- Das Southwest Tennessee Community College.
- Die Memphis College of Art (gegründet 1871).
- Die Visible School (gegründet 2000) ist ein christliches Music & Worship Arts College.

Das 1962 aus Stiftungsmitteln gegründete St. Jude Children’s Research Hospital gilt als eines der besten forschungsorientierten Krankenhäuser für Krebserkrankungen bei Kindern weltweit.

## Medien
Der Fernsehmarkt Memphis umfasst laut Arbitron ein Gebiet von 31 Counties in West-Tennessee, Nordwest Mississippi, Ost-Arkansas und Südost-Missouri.
- Die wichtigste Tageszeitung ist der Commercial Appeal. Seine politische Richtung ist scheinbar wechselhaft, langfristig aber gilt er als dem liberalen Flügel der Demokraten zugewandt.[26] Sein Verbreitungsgebiet umfasst das gesamte Mississippi-Delta und umfasst insgesamt 49 Counties.[13]
- Der Memphis Flyer erscheint wöchentlich und bietet neben News aus Kultur und Musik auch kritische Berichterstattung über die Stadtpolitik.

### Radio
Memphis schrieb mit dem Sender WDIA Radiogeschichte. WDIA war der erste Sender, dessen Programm von Afroamerikanern geplant und gestaltet wurde. Hier begannen zum Beispiel Rufus Thomas und B. B. King ihre Karrieren, Elvis Presley, der den Sender als Jugendlicher hörte, wurde nach eigener Auskunft stark von ihm beeinflusst. Während die abwechslungsreiche Radioszene maßgeblich dazu beitrug, die Musikstadt Memphis zu prägen, befinden sich heute fast alle der 30 noch vorhandenen Radiosender der Stadt im Besitz nationaler Ketten und betreiben Formatradio.
Ausnahmen bilden die angeschlossenen Sender des National Public Radios (NPR Talk und NPR Classic) und WEVL, der ein abwechslungsreiches Programm aus Cajun-Musik, Rockabilly, Blues und anderem spielt. WEVL ist eng mit der Musikszene der Stadt verbunden und wird von einzelnen Autoren als einer der besten Radiosender bezeichnet.

## Kultur und Freizeit
Die Kultur der Stadt wird maßgeblich durch die Nähe zum Mississippi-Delta bestimmt, dem Zentrum der Baumwoll- und Plantagenkultur der Südstaaten. Kulturelle Einflüsse sowohl europäischstämmiger Pflanzer und Händler wie die der afroamerikanischen Feldarbeiter trafen in der Stadt aufeinander. Eine direkte Eisenbahnverbindung in das Herz des Deltas machte Memphis schon im 19. Jahrhundert zur wichtigsten Stadt für das Delta und zum ersten Anlaufpunkt für alle, die das Delta verlassen wollten.

### Musik

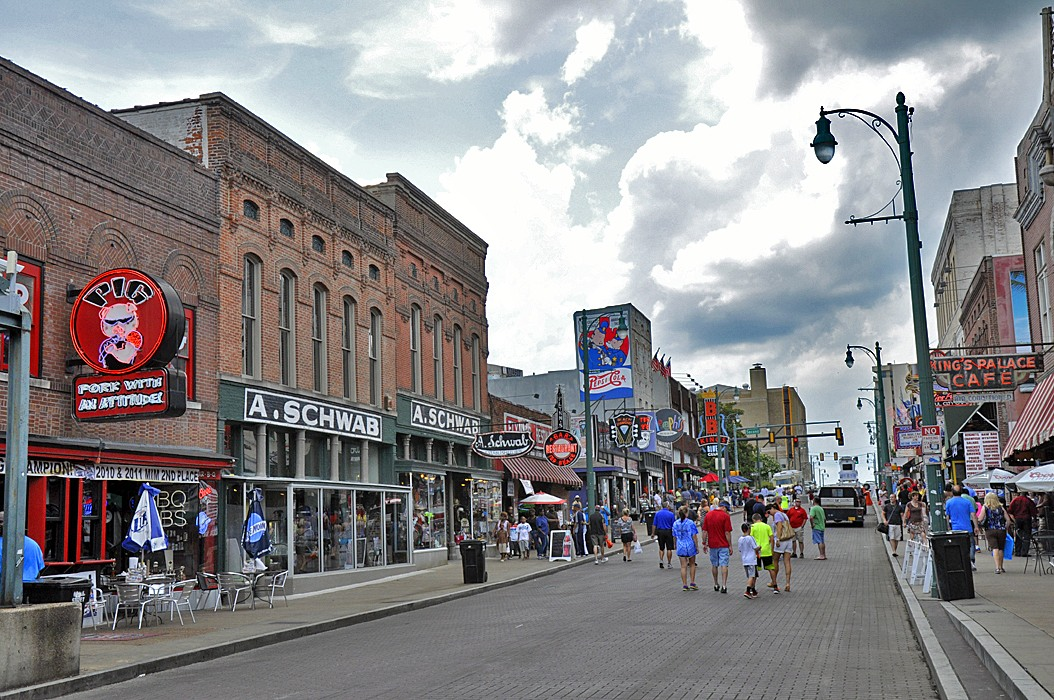
In der belebten Beale Street

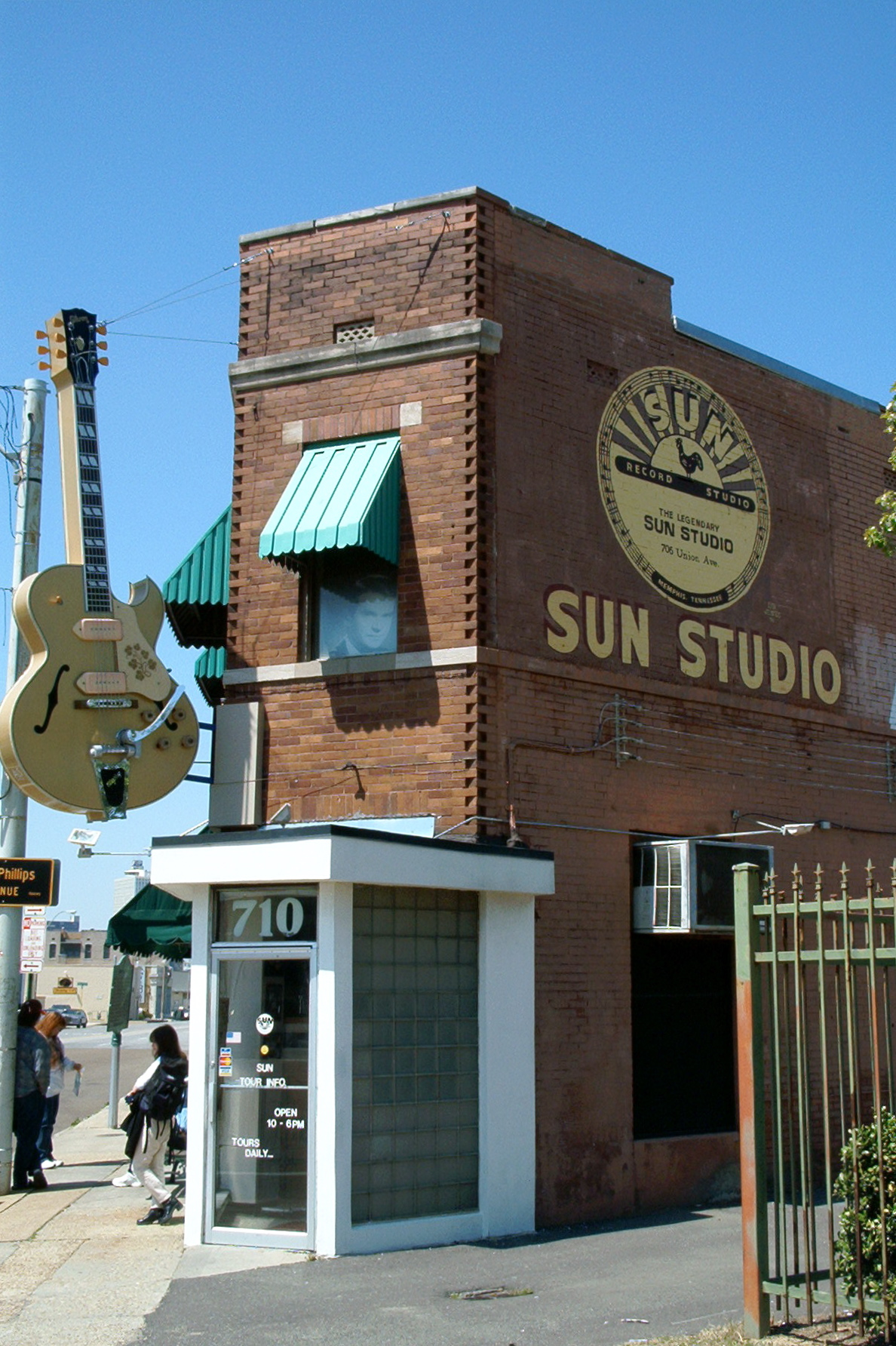
Sun Studio (2002)

Die Stadt übte eine große Anziehungskraft auf Blues-Musiker vom Lande aus, vergleichbar mit der von New Orleans. Es bildete sich schon früh eine Club-Kultur aus, die bis heute anhält. 1909 schrieb W. C. Handy den Memphis Blues, der als eines der ersten notierten Blues-Stücke der Welt gilt. Blues war zu dieser Zeit in der Stadt schon derart populär, dass Handy vom Bürgermeisterkandidaten Crump als Bandleader für dessen Wahlkampagne angestellt wurde.
Eine der Ikonen des klassischen Blues, B. B. King besaß einen Club in der Beale Street, in dem er regelmäßig auftrat. Im Memphis Blues wurde das erste Mal die Bandaufteilung von zwei Gitarristen, eine Rhythmus-Gitarre und eine Lead-Gitarre gespielt, die auch heute noch die häufigste in rock- und gitarrenlastiger Popmusik ist. Der klassische Memphis Blues beruht auf den starken christlichen Traditionen, die bei den meisten der ehemaligen Sklaven vorherrschten. Rhetorisch ausdrucksvoll bringt er sowohl das Leiden des Blues als auch spirituelle Momente zum Ausdruck. Die enge Verbindung von Blues, Gospel und christlichem Glauben zeigt sich auch an Al Greens Full Gospel Tabernacle – ein sonntäglicher Gottesdienst, bei dem Al Green singt und predigt und dabei von einem Gospel-Chor begleitet wird.
Neben New Orleans und Louisville, Kentucky war Memphis auch eine der ersten Städte, in denen sich der Skiffle zu einer eigenständigen Musikform entwickelte. Daneben gilt die Stadt mit dem Studio von Sun Records als Ursprungsort des Rock ’n’ Roll. Elvis Presley, der neben Johnny Cash oder Jerry Lee Lewis bei Sun unter Vertrag stand, gab 1954 sein erstes Konzert in der Stadt. In späteren Jahren siedelte sich mit Stax Music in Memphis ein stilprägendes Soul-Label an, das neben Motown und Atlantic die Soul-Szene der Sechziger dominierte. Der typische Memphis Soul war dabei rauer und schwerer als die nördlichere Variante.
Während sich in New York City der Hip-Hop entwickelte, waren Rapper aus Memphis beteiligt, als Südstaaten-Rap, sogenannter Dirty South bekannt wurde. Three 6 Mafia brachten mit Tear Da Club Up ’97 den ersten Crunk-Titel in die Charts, 2006 waren sie die ersten afroamerikanischen Rapper, die einen Oscar für den besten Song gewannen.
In Memphis lebten und arbeiteten:
- Julien Baker
- Eddie Bond
- The Box Tops
- Jeff Buckley
- Johnny Cash
- Rosanne Cash
- Petula Clark
- Sam Cooke
- Charlie Feathers
- Aretha Franklin
- Al Green
- W. C. Handy
- Isaac Hayes
- Levon Helm
- John Lee Hooker
- Howlin’ Wolf
- Alberta Hunter
- Mississippi John Hurt
- Booker T. Jones
- B. B. King
- Shawn Lane
- Jerry Lee Lewis
- Robert Lockwood junior
- Muddy Waters
- Roy Orbison
- Carl Perkins
- Elvis Presley
- Otis Redding
- Skillet
- Dusty Springfield
- Kay Starr
- Rufus Thomas
- Three 6 Mafia
- Justin Timberlake
- Conway Twitty
- Charles F. Wheeler
- Bukka White
- Malcolm Yelvington
- ZZ Top

Zwei bekannte Musiker benannten sich nach der Stadt: Memphis Minnie und Memphis Slim. Ein vielfach gecovertes Musikstück von Chuck Berry heißt wie die Stadt Memphis, Tennessee. Die Musik ist in der Stadt allgegenwärtig. Neben zahlreichen Straßenmusikern und den Verweisen auf Elvis Presley steht beispielsweise auch Ascent of the Blues, eine 12 Meter hohe Doppelspirale aus Klavieren, Gitarren und Banjos des französischen Künstlers Arman im Stadtzentrum. Die Stadt wurde unter anderem von Bob Dylan in seinem Song Stuck Inside of Mobile with the Memphis Blues Again oder von Marc Cohn in Walking in Memphis besungen.

### Museen

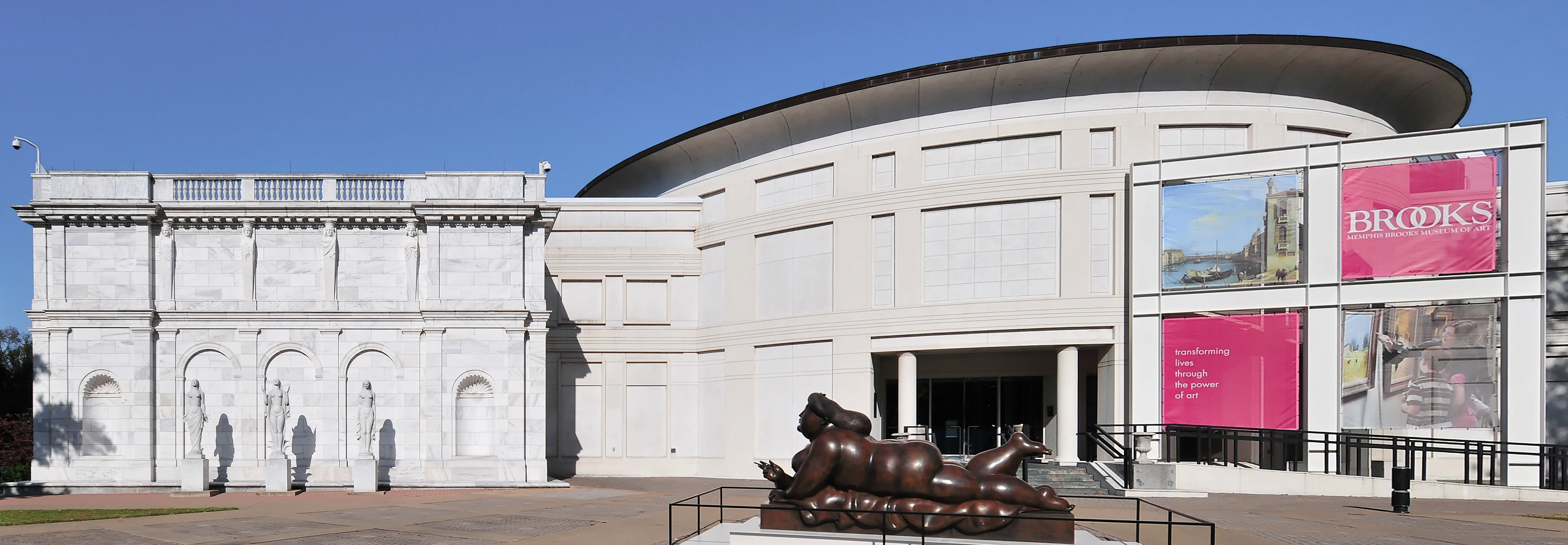
Memphis Brooks Museum of Art

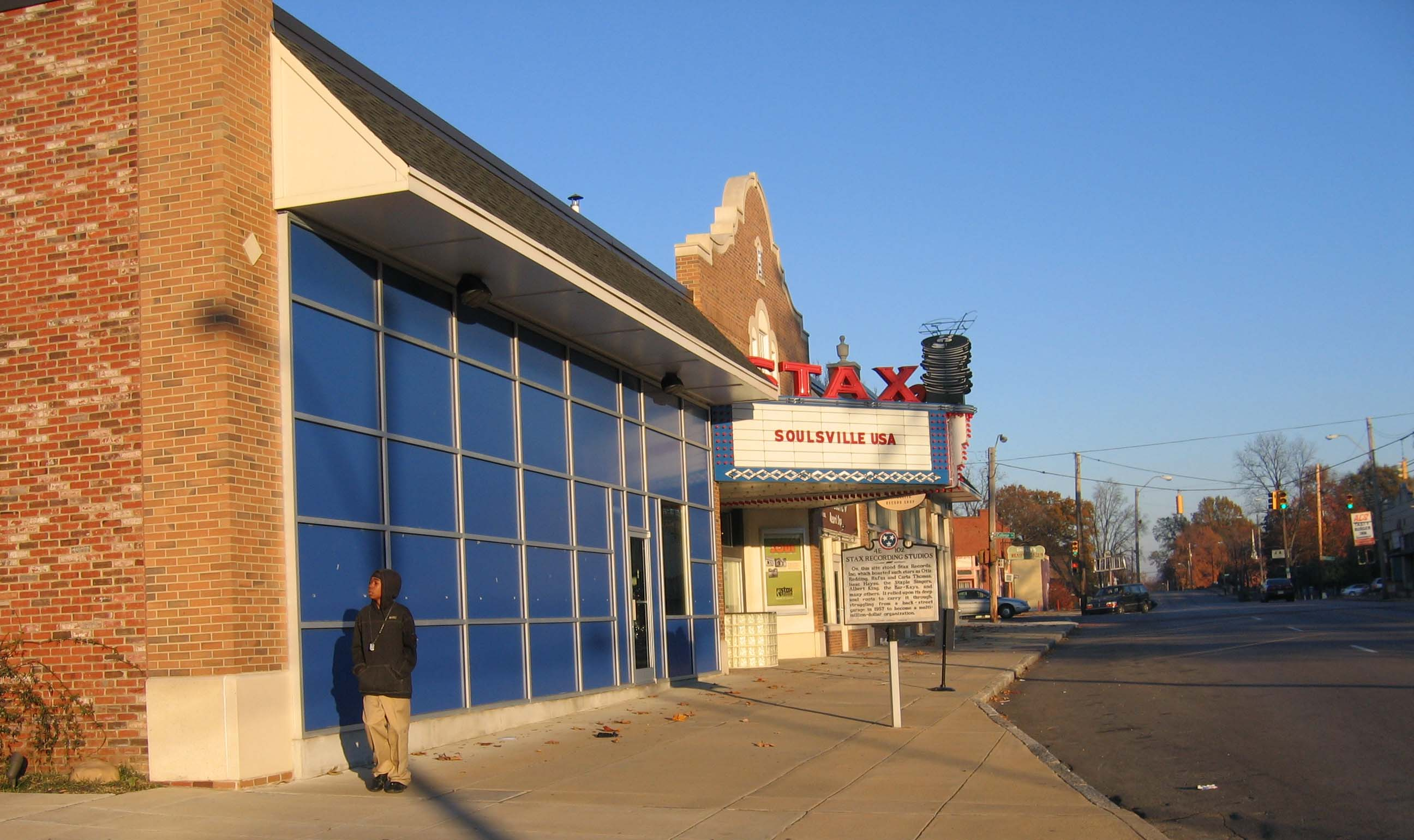
Stax Museum in den alten Aufnahmestudios Soulsville USA

- Das National Civil Rights Museum – das einzige Museum, das allein der amerikanischen Bürgerrechtsbewegung gewidmet ist.
- Das Memphis Brooks Museum of Art – das größte Kunstmuseum im amerikanischen Südosten.
- The Dixon Gallery and Gardens – ein Kunstmuseum nebst Englischem Landschaftsgarten mit Werken von Impressionisten (unter anderem von Monet, Degas und Renoir), mit wertvollen Porzellansammlungen des 18. Jahrhunderts aus Deutschland (Berliner Porzellan, Frankenthaler Porzellan, Fürstenberger Porzellan, Höchster Porzellan, Ludwigsburger Porzellan, Meißener Porzellan, Nymphenburger Porzellan) und Österreich (Wiener Porzellanmanufaktur) und Porzellansammlungen des 18. und 19. Jahrhunderts aus England und mit einer Zinnsammlung.
- Das Rock ’n’ Soul Museum – eröffnet am 29. April 2000.
- Das Stax Museum, das an das Musiklabel und die Soul-Szene der 1960er und 1970er erinnert.
- Das Centre for Study of Southern Folklore – neben Kunst- und Musikausstellungen gibt es hier auch regelmäßig Live-Auftritte.
- Chucalissa Archaeological Site and Museum – ein rekonstruiertes indianisches Dorf aus dem 15. Jahrhundert mit Darstellung der entwickelten Kultur am Mississippi River.

### Sehenswürdigkeiten

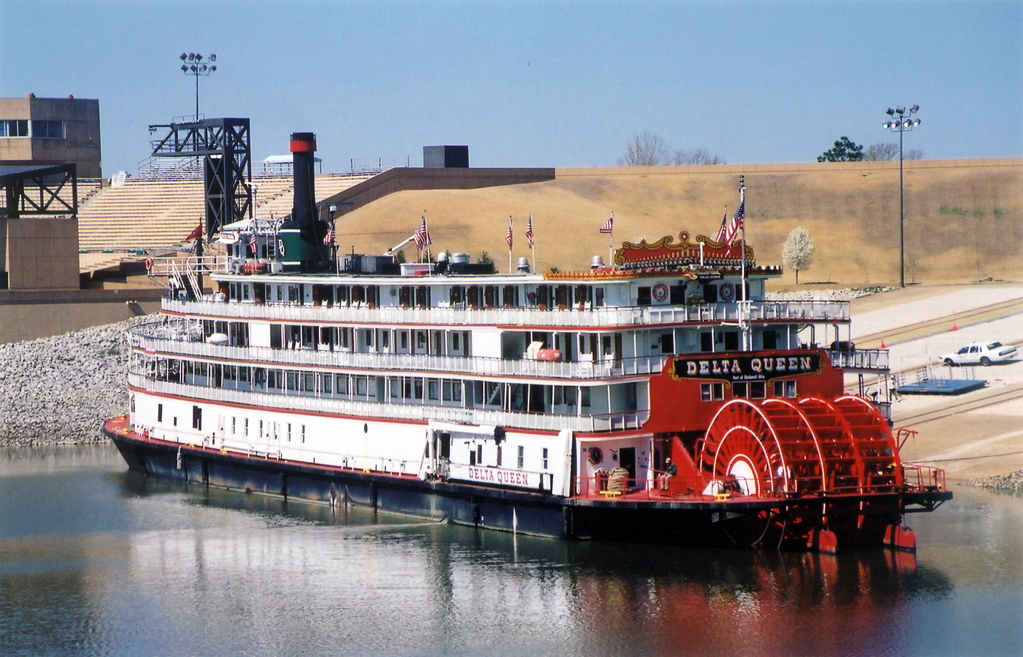
Die Delta Queen liegt vor Mud Island.

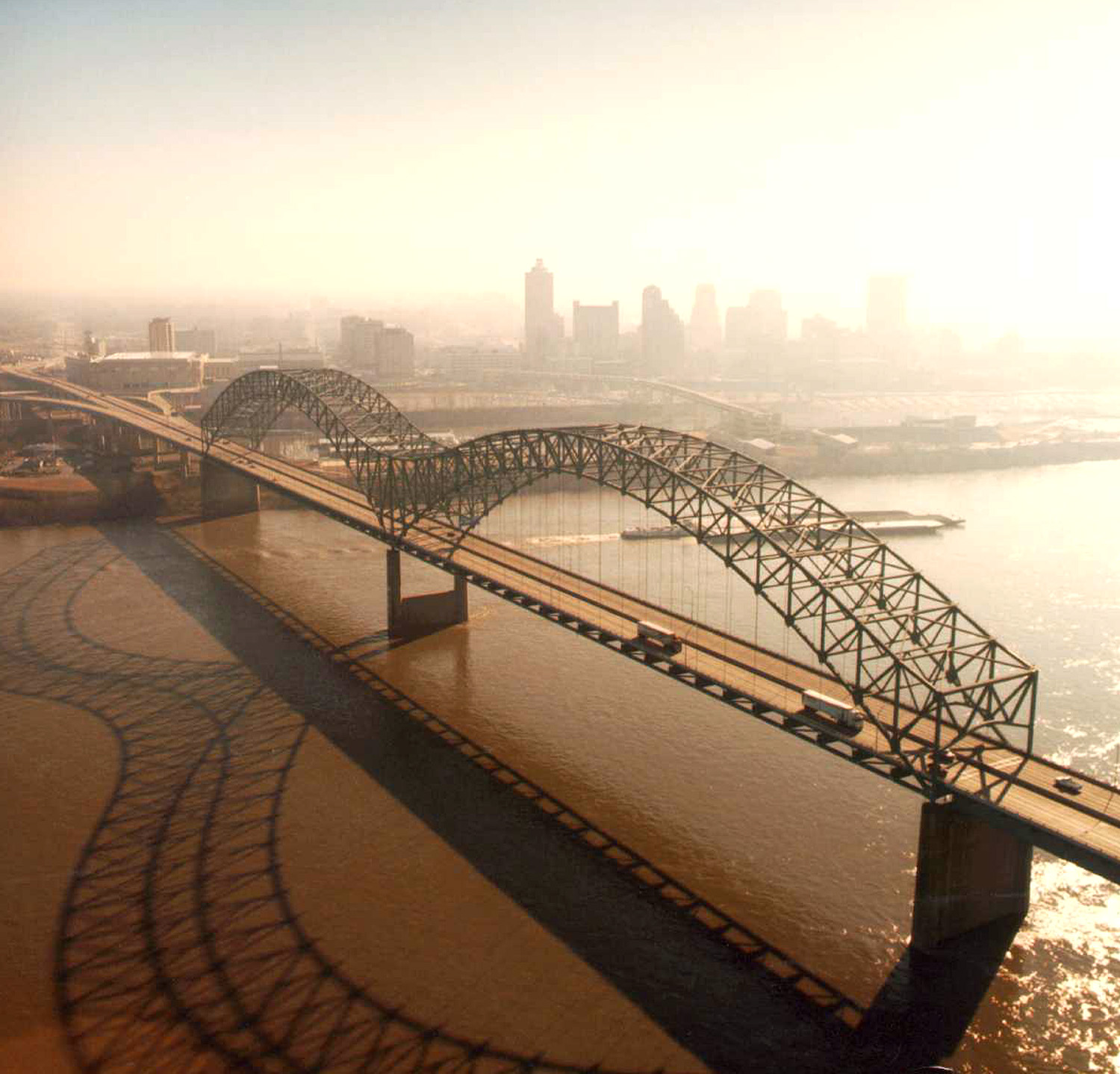
Die Hernando de Soto Bridge über den Mississippi

- Der im Mississippi gelegene und über eine Hängebahn zu erreichende Vergnügungspark Mud Island. Er beherbergt unter anderem eine Ausstellung über den Mississippi-River samt einem dreiviertel Kilometer langen Miniaturmodell des Flusses von Cairo, Illinois bis zur Mündung bei New Orleans. Ebenso hat er eine Open-Air-Bühne, auf der regelmäßig Konzerte stattfinden.
- Die weithin sichtbare Memphis Pyramid war ein Veranstaltungszentrum, das an die Namensgleichheit mit der ägyptischen Stadt erinnern soll. Am 3. Februar 2007 beendete ein Konzert von Bob Seger die kurze Karriere der Pyramide als Ort für Großveranstaltungen.
- Das FedEx-Forum ist seit September 2004 der Ort für sportliche und musikalische Großveranstaltungen in Memphis. In ihm spielen die Memphis Grizzlies und das College-Basketball-Team der University of Memphis, die Tigers. Es fasst 19.000 Zuschauer und liegt in der Nähe der Beale Street.
- Die Delta Queen ist ein klassischer Schaufelraddampfer, der noch auf dem Mississippi River fährt.
- Das Peabody Hotel auf der Union Avenue in der Innenstadt symbolisiert mit seinem Stil noch den Glanz der „alten Südstaaten“, obwohl es erst 1925 gebaut wurde. Es ist berühmt für seine „Entenparade“, die zweimal täglich stattfindet.
- Graceland, die Villa von Elvis Presley, befindet sich ebenfalls in Memphis und ist ein „Wallfahrtsort“ für Fans des Musikers. Hier sind unter anderem die meisten seiner goldenen und platinen Schallplatten ausgestellt.
- Das Studio von Sun Records, wo Künstler wie Elvis Presley, Johnny Cash oder Jerry Lee Lewis entdeckt wurden.
- Die Straßenbahn MATA Trolley wird überwiegend mit historischen Fahrzeugen aus Porto und Melbourne betrieben, wobei Wagen des erstgenannten genannten Typs vor 1947 auch in Memphis verkehrten. Die touristische Ringlinie Riverfront Line verkehrt täglich im 13-Minuten-Takt durch die Innenstadt und entlang des Mississippis.

### Regelmäßige Veranstaltungen
- Memphis in May – Ein Volksfest, das aus mehreren Musikfestivals, einer internationalen Woche und den größten Meisterschaften im Schweinefleisch-Barbecue besteht.

### Essen und Trinken
Die Historikerin Marcie Cohen Ferris schrieb: „Niemand spricht in Memphis vom Essen, ohne an Barbecue zu denken.“

### Sport
In Memphis spielt seit 2001 ein Team der großen amerikanischen Profiligen, die Memphis Grizzlies in der National Basketball Association. Versuche ein Team der National Football League in der Stadt anzusiedeln, sind bereits mehrfach gescheitert. Wichtige Minor-League-Teams sind die Memphis Redbirds im Baseball und die Memphis RiverKings im Eishockey. Zu Zeiten der Segregation im US-Sport spielte mit den Memphis Red Sox eines von zwei Südstaatenteams der Negro Leagues und mit dem Martin Stadion eines der wenigen Teams mit einem eigenen Stadion. Tigers werden die College-Teams der University of Memphis genannt.
Memphis ist eine Traditionsstätte des Wrestlings. Der bekannteste Wrestler aus Memphis war Jerry „The King“ Lawler, viele andere bekannte Wrestler begannen ihre Karriere in der Stadt. Darunter sind Hulk Hogan, The Undertaker, Stone Cold Steve Austin, The Rock, Mick Foley, Big Daddy V, „Macho Man“ Randy Savage und Ric Flair. Derzeit beherbergt die Stadt zwei professionelle Veranstalter: Power-Pro Wrestling hält seine Veranstaltungen im Cook Convention Center ab, Memphis Wrestling gastiert im Desoto Civic Center im Vorort Southaven.
Außerdem finden jährlich die ATP-Memphis- und WTA-Memphis-Tennisturniere statt. Daneben spielt in der Stadt mit den Memphis Blues eines der erfolgreichsten amerikanischen Rugby-Teams.

## Persönlichkeiten

### Persönlichkeiten, die vor Ort gewirkt haben
- Jesse Johnson Finley (1812–1904), Politiker, Jurist und Brigadegeneral der Konföderierten Staaten von Amerika im Sezessionskrieg
- John W. Leftwich (1826–1870), Politiker
- Edward Crump (1874–1954), Unternehmer und Politiker
- Walter Chandler (1887–1967), Politiker
- Richard Halliburton (1900–1939), Abenteurer und Reiseschriftsteller; wuchs in Memphis auf
- Shelby Foote (1916–2005), Romancier und Historiker; lehrte an der Memphis State University
- Estelle Axton (1918–2004), Unternehmerin
- Bobby Bland (1930–2013), Blues- und Soulsänger
- Elvis Presley (1935–1977), Sänger, Musiker und Schauspieler
- Marion Barry (1936–2014), Politiker; wuchs in Memphis auf
- Dixie Carter (1939–2010), Schauspielerin; wuchs in Memphis auf
- William Eggleston (* 1939), Begründer der modernen künstlerischen Farbfotografie
- Peter Doherty (* 1940), australischer Tiermediziner und Immunologe; einer der Leiter der Abteilung für Immunologie am St. Jude Children’s Research Hospital in Memphis
- Steve Cropper (* 1941), Gitarrist, Musikproduzent und Songwriter
- Charles J. Sherr (* 1944), Krebsforscher
- Al Green (* 1946), Sänger und Prediger; gründete die Kirche „Church of the Full Gospel Tabernacle“ in Memphis und wurde dort Prediger
- Michael Jeter (1952–2003), Schauspieler; studierte an der Memphis State University
- Kristin Armstrong (* 1973), Radrennfahrerin
- Ben Spies (* 1984), Motorradrennfahrer
- Young Dolph (1985–2021), Rapper und Musikverleger; wuchs in Memphis auf

### Musikbands
- The Mar-Keys (1958–1971), Soulband
- The Memphis Horns, Soulband
- The Gentrys (1963–1971), Beatband
- The Bar-Kays (gegründet 1966), Funkband
- Big Star (gegründet 1971), Rockband
- Delta Rebels (1985–1989), Hard-Rock-Band
- 8Ball & MJG (gegründet 1991), Hip-Hop-Duo
- Three 6 Mafia (gegründet 1991), Rap-Gruppe
- Saliva (gegründet 1996), Heavy-Metal-Band